# Ламинци Дубраве
Ламинци Дубраве су насељено мјесто на подручју града Градишка, Република Српска, БиХ. Према попису становништва из 1991. у насељу је живјело 591 становника.

## Становништво
| Националност       | 1991.        | 1981.        | 1971.        |
| Срби               | 563 (95,26%) | 545 (78,41%) | 791 (97,53%) |
| Хрвати             | 6 (1,01%)    | 12 (1,72%)   | 17 (2,09%)   |
| Југословени        | 19 (3,21%)   | 137 (19,71%) | 0            |
| остали и непознато | 3 (0,50%)    | 1 (0,14%)    | 3 (0,36%)    |
| Укупно             | 591          | 695          | 811          |

| Демографија | Демографија | Демографија |
| Година      | Становника  | Становника  |
| ----------- | ----------- | ----------- |
| 1961.       | 1.021       |             |
| 1971.       | 811         |             |
| 1981.       | 695         |             |
| 1991.       | 589         |             |